# As you know?
《As you know?》(애즈 유 노우?)는 일본의 여성 아이돌 그룹 사쿠라자카46의 첫 번째 음반. 2022년 8월 3일에 소니 레코드에서 발매되었다.

## 개요
사쿠라자카46에 개명 후 첫 음반이다.

### 내용주
1. ↑  케야키자카46 명의의 앨범 3번째(베스트 앨범을 포함)이다.